# جوردون فيري هال
جوردون فيري هال (بالإنجليزية: Gordon Ferrie Hull)‏ (و. 1870 – 1956 م) هو فيزيائي، وعالم، وأستاذ جامعي من الولايات المتحدة الأمريكية .
وكان عضواً في الأكاديمية الأمريكية للفنون والعلوم .